# Синдики (дим)
Синдики (греч. Δήμος Σιντικής) — община (дим) в Греции. Расположена в среднем течении Стримона, к северу от озера Керкини, у государственной границы с Болгарией и Северной Македонией. Входит в периферийную единицу Сере в периферии Центральная Македония. Население 22 195 человек по переписи 2011 года. Площадь 1103,431 квадратного километра. Плотность 20,11 человека на квадратный километр. Административный центр — Сидирокастрон. Димархом на местных выборах 2014 года избран и в 2019 году переизбран Фотиос Домухцидис (Φώτιος Δομουχτσίδης).

Карта общины:
1 — Сидирокастрон
2 — Керкини, Петрицион, Ангистрон, Ахладохорион и Промахон

Община создана в 2010 году (ΦΕΚ 87Α) по программе «Калликратис» при слиянии упразднённых общин Керкини, Петрицион и Сидирокастрон и сообществ Ангистрон, Ахладохорион и Промахон.
Название получила от исторической области Синтика.
Община (дим) Синдики делится на 6 общинных единиц, в которые входит 24 сообщества, включающие 42 поселения.